# Lobethal
Lobethal ist eine Ortschaft in South Australia (Südaustralien) mit 2174 Einwohnern. Sie gehört zur Hauptstadt Adelaide und liegt ca. 33 km vom Stadtzentrum entfernt im Verwaltungsgebiet Adelaide Hills Council.

## Geschichte
Der Ort wurde im Jahr 1841 von 18 preußisch-lutherischen Auswandererfamilien in den Adelaide Hills, 17 km von Hahndorf, gegründet. Diese waren wenige Monate zuvor mit dem Auswandererschiff Skjold, von  Hamburg kommend, am 28. Oktober 1841 im Hafen von Adelaide angekommen. Ein Teil der Auswanderer gründete Bethany im Barossa Valley.

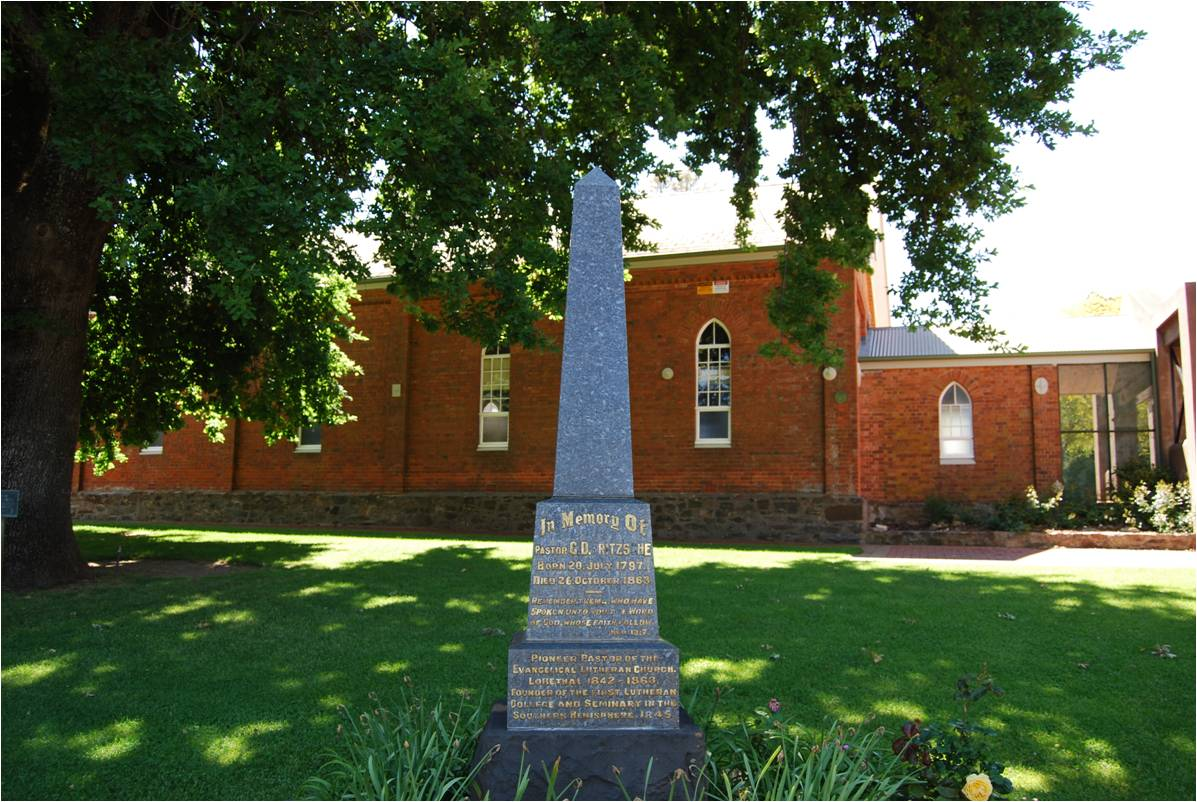
Gedenkstein zu Ehren von Pastor Gotthard Fritzsche

Am 4. Mai 1842 hielt Pastor Gotthard Daniel Fritzsche, der Anführer der Gruppe, einen Gottesdienst im Freien ab. Dabei zitierte er aus der Bibel  (II. Buch Chronik, Kapitel 20, Vers 26),
Am vierten Tage aber kamen sie zusammen im Lobethal; denn daselbst lobten sie den Herrn.
Deshalb erhielt die neu gegründete Siedlung den Namen Lobethal.
Wie Bethany wurde auch Lobethal als Hufendorf nach typischer schlesischer Art angelegt. Die lange Hauptstraße wurde Mühlstraße (Mill Road) genannt. Obwohl der Ort seit seiner Gründung gewachsen ist, sind die Hufenteilungen zum Teil noch heute zu erkennen.
Erstes nennenswertes Industrieunternehmen war die FW Kleinschmidt's Brauerei, welche jedoch nach etwa 20 Jahren ihre Produktion wieder einstellte und sich auf den Hopfenanbau konzentrierte. Hopfen wurde dann auch eines der wichtigsten Wirtschaftsgüter in Lobethal.
Ein wichtiges Unternehmen war auch die Onkaparinga Woollen Company, die bis vor einigen Jahren Textilprodukte produzierte, die in ganz Australien sehr bekannt waren. Es gab auch eine Ziegelei und ein Fruchttrockenwerk.
1917 wurde der Ortsname durch ein Gesetz in Tweedvale geändert, um gegen die Rolle von Deutschland im Ersten Weltkrieg zu protestieren. 1935 wurde wieder der alte Name Lobethal eingeführt.
In den 1930ern versuchte man eine Motorsportveranstaltung zu etablieren, den Großen Preis von Australien, diese verlor aber bald an Bedeutung.
Ein Teil der Gebäude um die Kirche besteht noch heute. Darunter eines, in dem sich das erste lutherische theologische Priesterseminar etablierte. Die Gebäude werden heute als Archiv und als Museum genutzt; dort ist auch die Bibel von 1641, die einst Pastor Fritzsche gehörte, ausgestellt (Lutheran Church Complex).
Eine besondere Tradition ist das Lobethal-Licht (The Lights of Lobethal), ein weihnachtliches Lichterspielfest, das jährlich viele Besucher anzieht.
Ein weiteres Museum ist in der alten Textilfabrik. Dort ist eine Kleidungs-Ausstellung zu besichtigen.

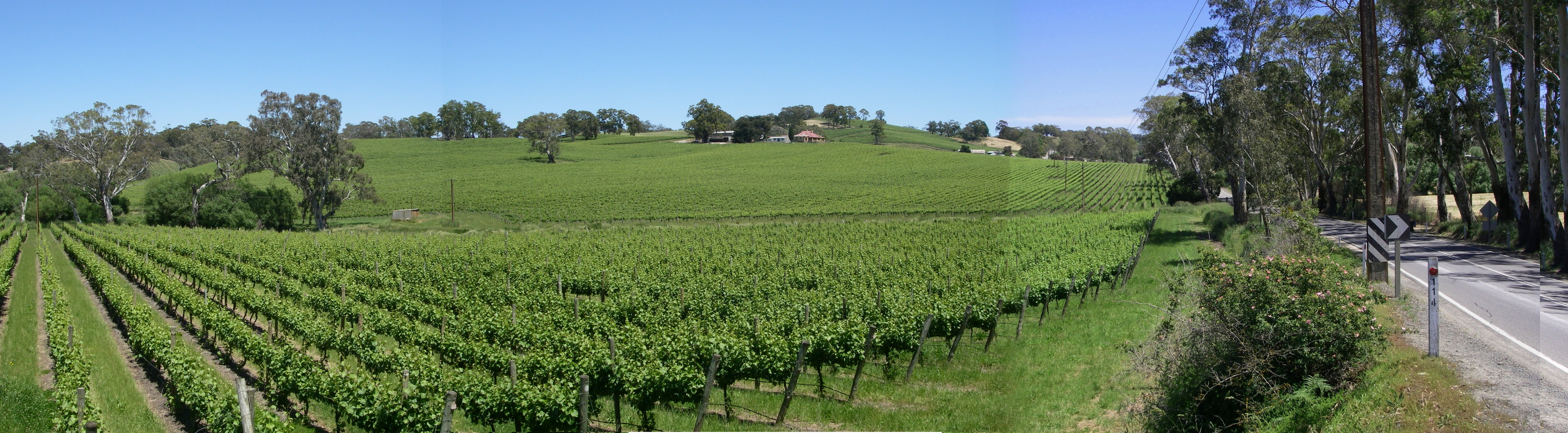
Weinberg an der Adelaide-Lobethal Road etwas westlich von Lobethal

## Persönlichkeiten
- Gotthard Daniel Fritzsche (1797–1863), lutherischer Geistlicher, Mitbegründer der Evangelisch-Lutherischen Kirche Australiens und Gründer von Lobethal
- Julie Bishop (* 1956), Politikerin (LP), in Lobethal geboren